# Yarala
Yarala ist eine ausgestorbene Gattung der Nasenbeutler (Peramelemorphia). Yarala ist die einzige bekannte Gattung innerhalb der monotypischen Familie der Yaralidae und der Überfamilie der Yaraloidea. Fossilfunde stammen aus dem Oberoligozän der Fundstelle Kangaroo Well (Northern Territory, Australien), dem Unteren Miozän der Fossillagerstätte Riversleigh in Queensland (Australien) und dem Mittleren Miozän von Bullock Creek (Northern Territory).

## Forschungsgeschichte und Etymologie
1995 beschrieben Jeanette Muirhead und Susan L. Filan auf Basis mehrerer Einzelzähne, Unterkiefer und einiger Schädelfragmente aus den Süßwasserkalken der „Upper Site“-Fundstelle innerhalb der Riversleigh-Fossillagerstätte eine fossile Art der Nasenbeutler als Yarala burchfieldi. Fünf Jahre später ergänzte Muirhead die ursprüngliche Diagnose durch die Analyse eines nahezu vollständigen Schädels von der gleichen Fundstelle. Gleichzeitig etablierte sie für die Gattung Yarala eine eigene Familie Yaralidae in einer eigenen Überfamilie Yaraloidea.
Der Gattungsname Yarala leitet sich vom Wort „yarala“ („Wurzel des Baumes“) der Aboriginalsprache Waanyi ab und nimmt Bezug auf die urtümlichen Merkmale der Gattung. Der Artzusatz „burchfieldi“ ehrt Geoffrey Burchfield, einen Wissenschaftsjournalisten der Australian Broadcasting Corporation und Ratsmitglied der Riversleigh Society.
2006 beschrieb Leah R. S. Schwartz ähnliche Funde von der etwas älteren Fundstelle Kangaroo Well im Northern Territory als eigenständige Art Yarala kida. Der Artzusatz „kida“ („Vater“) ist der Sprache der Mudbra entlehnt und bezieht sich ebenfalls auf den urtümlichen Charakter der Gattung.
2016 folgte ein weiterer Fundbericht von einigen Einzelzähnen aus der etwas jüngeren Fossillagerstätte Bullock Creek im Northern Territory. Der Fossilbeleg reichte jedoch für eine Zuordnung auf Artebene nicht aus und wurde als Yarala sp. indet. („species indeterminata“ = „unbestimmte Art“) beschrieben.

## Arten
- Yarala burchfieldi Muirhead & Filan, 1995: Die Typusart lebte im Unteren Miozän und gehörte der Upper-Side-Lokalfauna beziehungsweise der Camel-Sputum-Lokalfauna der Riversleigh-Fossillagerstätte an.[1][3]
- Yarala kida Schwartz, 2006: Diese Art lebte im späten Oligozän als Vertreter der Kangaroo-Well-Lokalfauna im heutigen Northern Territory.[4]
- Yarala sp. indet. Schwartz, 2016: Eine nicht näher bestimmbare Art aus dem Mittleren Miozän der Fossillagerstätte Bullock Creek im Northern Territory.[5]

## Merkmale
Die Typusart Yarala burchfieldi war mit einer Schädellänge von etwa 30 mm und einer geschätzten durchschnittlichen Körpermasse von etwa 65 g kleiner als alle rezenten Nasenbeutler. Die Körpergröße dürfte jener der rezenten Breitfuß-Beutelmäuse entsprochen haben.
Neben einigen Merkmalen der Bezahnung zeichnet sich Yarala burchfieldi durch die am Kontakt zum Oberkieferknochen Y-förmig gegabelten Jochbeine und die durchgehend schmalen Nasenbeine als Vertreter der Peramelemorphia aus. Im Gegensatz dazu fehlen Yarala burchfieldi jedoch einige charakteristische Merkmale (Synapomorphien), die allen anderen Nasenbeutlern gemeinsam sind. Die Schnauze ist vergleichsweise kurz und die Sutur zwischen Prämaxillare und Nasenbein scheint kürzer zu sein als jene zwischen Nasenbein und Maxillare. Die Nasenbeine reichen posterior bis über den vorderen Rand der Augenhöhlen hinaus. Stirn- und Schuppenbein stehen nicht in direktem Kontakt zueinander, sondern werden durch einen großen Keilbeinflügel in Kontakt mit dem Scheitelbein voneinander getrennt. Das Foramen infraorbitale liegt dorsal zum dritten oberen Prämolar P3 und nicht zwischen P3 und dem ersten oberen Molar M1, wie bei allen anderen Nasenbeutlern. Das Foramen ovale liegt zwischen Keilbeinflügel und Felsenbein, wird in dieser Position jedoch nicht von sekundären Foramina begleitet.

### Bezahnung
Yarala burchfieldi verfügt, wie alle Nasenbeutler, über ein polyprotodontes Gebiss, das heißt, im Unterkiefer befinden sich mehr als zwei Schneidezähne. Der dritte unter Schneidezahn I3 zeigt, ebenfalls typisch für Nasenbeutler, eine zweilappige Krone.
Weitere Synapomorphien zeigen sich insbesondere in der Morphologie der oberen und unteren Molaren. Die Präparacrista des ersten oberen Molars M1, ein Grat, der vom Paraconus, dem anterior und bukkal liegenden Haupthöcker der Kaufläche, ausgeht, verläuft posterolabial und endet beim zweiten Stylarhöcker B. Als Stylarhöcker werden eine Reihe von sekundären Höckern der Kaufläche bezeichnet, die sich bukkal vom Hauptkörper des Molars von einer plattformartigen Erweiterung („Stylarschelf“) des Cingulums (einer vorstehenden Wulst aus Zahnschmelz) aus erheben. Die von Paraconus ausgehende Postparacrista und die vom Metaconus, dem posterior und bukkal liegenden Haupthöcker der Kaufläche, ausgehende Prämetacrista vereinigen sich zur labial gelegenen Centrocrista, wobei Postparacrista und Prämetacrista einen, im Vergleich zu den Raubbeutlerartigen, relativ schmalen Winkel einschließen.
Ein Cingulid fehlt posterior bei allen unteren Molaren. Der Hypoconulid, ein Nebenhöcker am posterioren Ende des Talonids (ein tiefer liegender Bereich der Kaufläche der unteren Molaren) ist niedrig und nur undeutlich ausgebildet. Er ist lingual positioniert, fast direkt hinter dem Entoconid und überlappt mit dem anterioren Cingulid des nächsten unteren Molars. Eine entsprechende Aussparung im Cingulid, wie sie beiden meisten Raubbeutlern zu finden ist, fehlt bei Yarala ebenso wie bei allen anderen Nasenbeutlern. Das vom Hypoconid ausgehende oblique Cristid des Talonids endet am Trigonid, dem erhöhten Hauptkörper der unteren Molaren, von M1 bis M4 in zunehmend lingualer Position.
Neben diesen Nasenbeutler-typischen Merkmalen zeigt die Bezahnung von Yarala burchfieldi auch Merkmale, die sich keiner der rezenten Nasenbeutler-Familien zuordnen lassen. Der obere Eckzahn C1 ist stark verlängert und übertrifft die Kronenhöhe der Molaren um etwa das Vierfache. Eine vollständig ausgebildete Centrocrista ist auf allen oberen Molaren vorhanden. Ein verkümmerter Metaconulus ist auf M3 vorhanden, während auf den vorderen Molaren M1 und M2 die Postprotocrista gerade verläuft und mit der lingual gelegenen Basis des Metaconus verbunden ist. Das oblique Cristid endet labial von einer Einbuchtung im Metacristid bei den unteren Molaren M1 und M2 und direkt an der Basis dieser Einbuchtung bei M3.
Die Molaren von Yarala kida zeigen im Wesentlichen dieselben Merkmale wie bei Yarala burchfieldi. Der Stylarhöcker B ist etwas weiter anterior positioniert als bei Yarala burchfieldi und ist bei den oberen Molaren M2 und M3 an der anterolabialen Ecke des Stylarschelfs mit der Präparacrista verbunden. Die unteren Molare tragen ein kräftiges Präentocristid, das sich mit dem Postmetacristid zu einer Art „Wand“ an der Grenze zum Talonid vereinigt. Zudem ist der Entoconid eher klingenförmig und nicht spitz, wie bei Yarala burchfieldi.

## Systematik
Yarala burchfieldi wurde in der Erstbeschreibung schlicht als Nasenbeutler unsicherer systematischer Stellung („incertae sedis“) bestimmt. Im Jahr 2000 stellte Muirhead die Gattung Yarala in eine eigene Familie Yaralidae und Überfamilie Yaraloidea, die sie allen anderen damals bekannten fossilen und rezenten Vertretern der Nasenbeutler gegenüberstellte.
Zwischen 2010 und 2014 folgten Funde von mehreren weiteren fossilen Nasenbeutlerarten aus dem späten Oligozän bis Mittleren Miozän, die ebenfalls nicht der Kronengruppe der Peramelemorphia zugeordnet werden konnten. Die Funde wurden in zwei neuen Gattungen (Galadi und Bulungu) zusammengefasst und wiederum als Peramelemorphia „incertae sedis“ charakterisiert.
Yamila Gurovich und Co-Autoren wiesen 2014 zwar darauf hin, dass die Gattungen Yarala, Galadi und Bulungu einige gemeinsame Merkmale zeigen, werteten diese jedoch durchwegs als Plesiomorphien. Die Autoren hielten es dementsprechend für möglich, dass die drei Gattungen Vertreter einer paraphyletischen Stammgruppe repräsentieren und nicht zwingend eine eigene Klade bilden. Aus den gleichen Gründen wurde von den Autoren auch die Gültigkeit der höheren Taxa Yaralidae und Yaraloidea in Zweifel gezogen.
2018 veröffentlichten Kenny J. Travouillon und Matthew J. Phillips eine phylogenetische Analyse der Peramelemorphia in der molekulargenetische Daten rezenter mit morphologischen Merkmalen rezenter und fossiler Nasenbeutler kombiniert wurden. Die Analyse zeigt Yarala, Galadi und Bulungu als Vertreter einer paraphyletischen Stammgruppe, wobei Yarala am weitesten abseits der Kronengruppe zu liegen kommt. Die annähernd zeitgleich existierende Gattung Madju wird dagegen als Kronengruppen-Vertreter an der Basis einer gemeinsamen Klade aus Peramelidae und Peroryctidae ausgewiesen.
Die Analyse lieferte zudem Hinweise darauf, dass die Peroryctidae, neben den Peramelidae, den Thylacomyidae und den erst im 20. Jahrhundert ausgestorbenen Chaeropodidae, als vierte eigenständige Familie innerhalb der Kronengruppe der Nasenbeutler zu werten sind.

## Palökologie
Auf Basis der geringen Körpergröße und der Morphologie der Bezahnung wird für Yarala von einer überwiegend oder ausschließlich insektivoren Ernährungsweise ausgegangen. Rezente Nasenbeutler ernähren sich im Gegensatz dazu weitgehend omnivor. Yarala besetzte vermutlich eine ökologische Nische vergleichbar mit der kleinwüchsiger Vertreter der rezenten Raubbeutler, wie etwa der Queensland-Breitfußbeutelmaus (Antechinus godmani) oder der Schwarzschwanz-Neuguineabeutelmaus (Murexia melanurus).
Die Süßwasserkarbonate der Riversleigh-Fossillagerstätte wurden in einem Karstgebiet in Seen und Höhlen abgelagert. Die Fundorte von Yarala  burchfieldi lassen sich der „Faunenzone B“ (= „System B“ der älteren Gliederung nach Archer et al., 1989) innerhalb der Fossillagerstätte zuordnen, für die ein Regenwald-Habitat als Lebensraum angenommen wird.
Der Ulta-Kalk der Kangaroo-Well-Lokalfauna wurde dagegen in einem fluviatilen System abgelagert. Er kann als Calcret bezeichnet werden und lässt einige Rückschlüsse auf den Lebensraum von Yarala  kida zu. Sedimentologie und Paläontologie des Ulta-Kalkes sprechen für ein gemäßigtes, aber relativ trockenes Klima mit einer Jahresmitteltemperatur von 14–20 °C und einem durchschnittlichen Jahresniederschlag von wahrscheinlich weniger als 600 mm. Diese Bedingungen sind für Wälder mit weitgehend geschlossenem Kronendach nicht geeignet, so dass für Yarala  kida ein eher offenes Habitat als Lebensraum vermutet werden kann.